# Kletek (Taman)
Kletek is een bestuurslaag in het regentschap Sidoarjo van de provincie Oost-Java, Indonesië. Kletek telt 7837 inwoners (volkstelling 2010).